# Casafort
Casafort es una entidad de población española del municipio de Nulles, perteneciente a la provincia de Tarragona, en la comunidad autónoma de Cataluña.

## Historia
Hacia mediados del siglo XIX, el lugar, ya por entonces perteneciente a Nulles, tenía contabilizada una población de 55 habitantes. Aparece descrito en el sexto volumen del Diccionario geográfico-estadístico-histórico de España y sus posesiones de Ultramar de Pascual Madoz de la siguiente manera:

CASAFORT: ald. en la prov. y dióc. de Tarragona, part. jud. de Valls, aud. terr. y c. g. de Barcelona, ayunt. de Nulles: sit. en llano con buena ventilacion y clima saludable. Tiene 12 casas; es aneja del l. de Nulles del cual depende su jurisd. civil y ecl. Confina con él, con Bellavista y Vilabella. pobl.: 7 vec. 55 alm. cap. prod.: 545,266. imp.: 16,357. prod. y demas (V. Nulles.)
(Madoz, 1847, p. 22)

En 2022 la entidad singular de población de Casafort tenía empadronados 8 habitantes.